# Comuna Selca, Split-Dalmația
Selca este o comună în cantonul Split-Dalmația, Croația, având o populație de 1.804 locuitori (2011).

## Demografie
Componența etnică a comunei Selca
     Croați (97,17%)
     Necunoscut (0,28%)
     Neclasificat (2,16%)
Componența confesională a comunei Selca
     Catolici (94,79%)
     Fără religie și atei (2,16%)
     Necunoscută (1,5%)
     Alte religii (1,55%)
Conform recensământului din 2011, comuna Selca avea 1.804 locuitori. Din punct de vedere etnic, majoritatea locuitorilor (97,17%) erau croați. Apartenența etnică nu este cunoscută în cazul a 0,28% din locuitori. Din punct de vedere confesional, majoritatea locuitorilor (94,79%) erau catolici, cu o minoritate de persoane fără religie și atei (2,16%). Pentru 1,5% din locuitori nu este cunoscută apartenența confesională.